# Capsize Beach
Der Capsize Beach (von englisch capsize ‚Wassersturz‘) ist ein sandiger und rund 500 m langer Strand im Südosten der Insel Heard im südlichen Indischen Ozean. Er liegt zwischen der Winston-Lagune und Kap Lockyer.
Australische Wissenschaftler benannten ihn nach dem Wassersturz, der sich über den Strand hinweg ins Meer ergießt.